# Shinji Kagawa
Shinji Kagawa (jap. 香川真司 Kagawa Shinji; ur. 17 marca 1989 w Kobe) – japoński piłkarz, występujący na pozycji pomocnika w japońskim klubie Cerezo Osaka. Były reprezentant Japonii. Wychowanek Cerezo Osaka, następnie zawodnik Borussii, skąd 22 czerwca 2012 przeszedł do Manchesteru United. 31 sierpnia 2014 roku powrócił do Dortmundu. Złoty medalista Pucharu Azji 2011. Uczestnik Mistrzostw Świata 2014, Pucharu Azji 2015 oraz Pucharu Konfederacji 2013.

## Sukcesy

### Borussia Dortmund
- Mistrzostwo Niemiec: 2010/2011, 2011/2012
- Puchar Niemiec: 2011/2012, 2016/2017

### Manchester United
- Mistrzostwo Anglii: 2012/2013
- Tarcza Wspólnoty: 2013

### PAOK
- Puchar Grecji: 2020–2021

### Reprezentacyjne
- Puchar Azji: 2011
- Wicemistrzostwo Azji U-19: 2006

### Indywidualne
- Król strzelców J2 League: 2009 (27 goli)
- Zawodnik Hinrunde Bundesligi: 2010
- Drużyna sezonu Bundesligi według kickera: 2010/2011, 2011/2012
- Drużyna sezonu według ESM: 2011/2012
- Drużyna sezonu według VDV: 2011/2012
- Azjatycki Piłkarz Roku: 2012
- Drużyna sezonu Bundesligi: 2015/2016
- Azjatycka męska drużyna wszech czasów według IFFHS: 2021